# 1994-es Formula–1 világbajnokság
Az 1994-es Formula–1-es szezon volt a 45. FIA Formula–1 világbajnoki szezon. 1994. március 27-től november 13-ig tartott. Ezalatt 16 versenyt rendeztek meg. A szezon a Formula–1 legtragikusabb és legbotrányosabb világbajnokságainak egyike. Ayrton Senna és Roland Ratzenberger is a San Marinó-i versenyhétvégén halt meg, de számos súlyos baleset és vitatott eset tarkította az idényt.
A világbajnoki cím sorsa az utolsó versenyen dőlt el Michael Schumacher javára, aki vitatott körülmények közepett ütközött a bajnoki második helyezett Damon Hill-lel. A német egy pont előnnyel szerezte első bajnoki címét, a konstruktőrök között a Williams-Renault győzött. Ez volt a Ford utolsó egyéni bajnoki címe. Az idény elején Schumacher nagyon ellépett a tabella élén, ám a brit nagydíjról kizárták, két futamról pedig eltiltották, a belga nagydíjon pedig elvesztett egy győzelmet. Ennek volt köszönhető, hogy a Williams vezérpilótájává előlépő Hillnek egészen az utolsó futamig esélye volt a bajnoki címre, miután felzárkózott.
Az idényben történtek hatására az FIA komoly szabályváltoztatásokat eszközölt, és több mint húsz évig, Jules Bianchi 2014-es japán nagydíjon bekövetkezett balesetéig nem is halt meg aktívan versenyző pilóta.
Alain Prost nem kívánta megvédeni a címét, hanem végleg visszavonult mint versenyző. Ez volt az eredeti Team Lotus utolsó idénye is: a sportág történetének egyik legsikeresebb csapata pénzügyi okokból megszűnt. Összesen 46 különböző versenyző fordult meg a csaptoknál az idény során, közülük tizennégyen újoncok voltak, és Andrea Montermini kivételével valamennyien részt is vettek legalább egy versenyen. 1955 után hivatalosan is visszatért a Mercedes-Benz, ezúttal a Sauber motorpartnereként. 1990 óta először tudott nyerni a Ferrari, a korábbi éveket domináló McLaren azonban egyetlen futamon sem tudott diadalmaskodni.

## Csapatok és versenyzők
| Csapat                    | Konstruktőr       | Modell       | Motor                        | Rajtszám | Versenyző             | Tesztversenyző                |
| ------------------------- | ----------------- | ------------ | ---------------------------- | -------- | --------------------- | ----------------------------- |
| Rothmans Williams Renault | Williams-Renault  | FW16 FW16B   | Renault RS6 3.5 V10          | 0        | Damon Hill            | David Coulthard               |
| Rothmans Williams Renault | Williams-Renault  | FW16 FW16B   | Renault RS6 3.5 V10          | 2        | Ayrton Senna          | David Coulthard               |
| Rothmans Williams Renault | Williams-Renault  | FW16 FW16B   | Renault RS6 3.5 V10          | 2        | David Coulthard       | David Coulthard               |
| Rothmans Williams Renault | Williams-Renault  | FW16 FW16B   | Renault RS6 3.5 V10          | 2        | Nigel Mansell         | David Coulthard               |
| Tyrrell                   | Tyrrell-Yamaha    | 022          | Yamaha OX10B 3.5 V10         | 3        | Katajama Ukjó         | nem volt                      |
| Tyrrell                   | Tyrrell-Yamaha    | 022          | Yamaha OX10B 3.5 V10         | 4        | Mark Blundell         | nem volt                      |
| Mild Seven Benetton Ford  | Benetton-Ford     | B194         | Ford EC Zetec-R 3.5 V8       | 5        | Michael Schumacher    | Jos Verstappen                |
| Mild Seven Benetton Ford  | Benetton-Ford     | B194         | Ford EC Zetec-R 3.5 V8       | 5/6      | JJ Lehto              | Jos Verstappen                |
| Mild Seven Benetton Ford  | Benetton-Ford     | B194         | Ford EC Zetec-R 3.5 V8       | 6        | Jos Verstappen        | Jos Verstappen                |
| Mild Seven Benetton Ford  | Benetton-Ford     | B194         | Ford EC Zetec-R 3.5 V8       | 6        | Johnny Herbert        | Jos Verstappen                |
| Marlboro McLaren Peugeot  | McLaren-Peugeot   | MP4/9        | Peugeot A4/A6 3.5 V10        | 7        | Mika Häkkinen         | Philippe Alliot               |
| Marlboro McLaren Peugeot  | McLaren-Peugeot   | MP4/9        | Peugeot A4/A6 3.5 V10        | 7        | Philippe Alliot       | Philippe Alliot               |
| Marlboro McLaren Peugeot  | McLaren-Peugeot   | MP4/9        | Peugeot A4/A6 3.5 V10        | 8        | Martin Brundle        | Philippe Alliot               |
| Footwork Ford             | Footwork-Ford     | FA15         | Ford HBE7/8 3.5 V8           | 9        | Christian Fittipaldi  | nem volt                      |
| Footwork Ford             | Footwork-Ford     | FA15         | Ford HBE7/8 3.5 V8           | 10       | Gianni Morbidelli     | nem volt                      |
| Team Lotus                | Lotus-Mugen-Honda | 107C 109     | Mugen Honda MF-351HC 3.5 V10 | 11       | Pedro Lamy            | nem volt                      |
| Team Lotus                | Lotus-Mugen-Honda | 107C 109     | Mugen Honda MF-351HC 3.5 V10 | 11       | Philippe Adams        | nem volt                      |
| Team Lotus                | Lotus-Mugen-Honda | 107C 109     | Mugen Honda MF-351HC 3.5 V10 | 11       | Mika Salo             | nem volt                      |
| Team Lotus                | Lotus-Mugen-Honda | 107C 109     | Mugen Honda MF-351HC 3.5 V10 | 11/12    | Alessandro Zanardi    | nem volt                      |
| Team Lotus                | Lotus-Mugen-Honda | 107C 109     | Mugen Honda MF-351HC 3.5 V10 | 12       | Johnny Herbert        | nem volt                      |
| Team Lotus                | Lotus-Mugen-Honda | 107C 109     | Mugen Honda MF-351HC 3.5 V10 | 12       | Éric Bernard          | nem volt                      |
| Sasol Jordan              | Jordan-Hart       | 194          | Hart 1035 3.5 V10            | 14       | Rubens Barrichello    | nem volt                      |
| Sasol Jordan              | Jordan-Hart       | 194          | Hart 1035 3.5 V10            | 15       | Eddie Irvine          | nem volt                      |
| Sasol Jordan              | Jordan-Hart       | 194          | Hart 1035 3.5 V10            | 15       | Szuzuki Aguri         | nem volt                      |
| Sasol Jordan              | Jordan-Hart       | 194          | Hart 1035 3.5 V10            | 15       | Andrea de Cesaris     | nem volt                      |
| Tourtel Larrousse F1      | Larrousse-Ford    | LH94         | Ford HBF7/8 3.5 V8           | 19       | Olivier Beretta       | nem volt                      |
| Tourtel Larrousse F1      | Larrousse-Ford    | LH94         | Ford HBF7/8 3.5 V8           | 19       | Philippe Alliot       | nem volt                      |
| Tourtel Larrousse F1      | Larrousse-Ford    | LH94         | Ford HBF7/8 3.5 V8           | 19       | Yannick Dalmas        | nem volt                      |
| Tourtel Larrousse F1      | Larrousse-Ford    | LH94         | Ford HBF7/8 3.5 V8           | 19       | Hideki Noda           | nem volt                      |
| Tourtel Larrousse F1      | Larrousse-Ford    | LH94         | Ford HBF7/8 3.5 V8           | 20       | Érik Comas            | nem volt                      |
| Tourtel Larrousse F1      | Larrousse-Ford    | LH94         | Ford HBF7/8 3.5 V8           | 20       | Jean-Denis Deletraz   | nem volt                      |
| Minardi Scuderia Italia   | Minardi-Ford      | M193B M194   | Ford HBC7/8 3.5 V8           | 23       | Pierluigi Martini     | Luca Badoer                   |
| Minardi Scuderia Italia   | Minardi-Ford      | M193B M194   | Ford HBC7/8 3.5 V8           | 24       | Michele Alboreto      | Luca Badoer                   |
| Ligier Gitanes Blondes    | Ligier-Renault    | JS39B        | Renault RS6 3.5 V10          | 25       | Éric Bernard          | Franck Lagorce                |
| Ligier Gitanes Blondes    | Ligier-Renault    | JS39B        | Renault RS6 3.5 V10          | 25       | Johnny Herbert        | Franck Lagorce                |
| Ligier Gitanes Blondes    | Ligier-Renault    | JS39B        | Renault RS6 3.5 V10          | 25       | Franck Lagorce        | Franck Lagorce                |
| Ligier Gitanes Blondes    | Ligier-Renault    | JS39B        | Renault RS6 3.5 V10          | 26       | Olivier Panis         | Franck Lagorce                |
| Scuderia Ferrari          | Ferrari           | 412T1 412T1B | Ferrari Tipo 041/043 3.5 V12 | 27       | Jean Alesi            | Nicola Larini                 |
| Scuderia Ferrari          | Ferrari           | 412T1 412T1B | Ferrari Tipo 041/043 3.5 V12 | 27       | Nicola Larini         | Nicola Larini                 |
| Scuderia Ferrari          | Ferrari           | 412T1 412T1B | Ferrari Tipo 041/043 3.5 V12 | 28       | Gerhard Berger        | Nicola Larini                 |
| Sauber Mercedes           | Sauber-Mercedes   | C13          | Mercedes-Benz 2175B 3.5 V10  | 29       | Karl Wendlinger       | nem volt                      |
| Sauber Mercedes           | Sauber-Mercedes   | C13          | Mercedes-Benz 2175B 3.5 V10  | 29       | Andrea de Cesaris     | nem volt                      |
| Sauber Mercedes           | Sauber-Mercedes   | C13          | Mercedes-Benz 2175B 3.5 V10  | 29       | JJ Lehto              | nem volt                      |
| Sauber Mercedes           | Sauber-Mercedes   | C13          | Mercedes-Benz 2175B 3.5 V10  | 30       | Heinz-Harald Frentzen | nem volt                      |
| MTV Simtek Ford           | Simtek-Ford       | S941         | Ford HBD6 3.5 V8             | 31       | David Brabham         | Andrea Montermini             |
| MTV Simtek Ford           | Simtek-Ford       | S941         | Ford HBD6 3.5 V8             | 32       | Roland Ratzenberger † | Andrea Montermini             |
| MTV Simtek Ford           | Simtek-Ford       | S941         | Ford HBD6 3.5 V8             | 32       | Andrea Montermini     | Andrea Montermini             |
| MTV Simtek Ford           | Simtek-Ford       | S941         | Ford HBD6 3.5 V8             | 32       | Jean-Marc Gounon      | Andrea Montermini             |
| MTV Simtek Ford           | Simtek-Ford       | S941         | Ford HBD6 3.5 V8             | 32       | Mimmo Schiattarella   | Andrea Montermini             |
| MTV Simtek Ford           | Simtek-Ford       | S941         | Ford HBD6 3.5 V8             | 32       | Inoue Taki            | Andrea Montermini             |
| Pacific Grand Prix        | Pacific-Ilmor     | PR01         | Ilmor 2175A 3.5 V10          | 33       | Paul Belmondo         | Giovanni Lavaggi Oliver Gavin |
| Pacific Grand Prix        | Pacific-Ilmor     | PR01         | Ilmor 2175A 3.5 V10          | 34       | Bertrand Gachot       | Giovanni Lavaggi Oliver Gavin |

### Csapatváltozások
- Két versennyel az 1993-as szezon vége előtt a Lola konstruktőr (BMS Scuderia Italia) visszalépett,. és 1994-re már nem is neveztek. A csapat maradványait a Minardi vásárolta fel, így ebben az évben Minardi Scuderia Italia néven indultak.
- Miután egy évig a Ford V8-as motorjait használták, és kacérkodtak a Lamborghini V12-es motorjával is, a McLaren a Peugeot-val kötött szerződést, és az ő V10-eseiket használták.
- A Lotus új motorpartnere a Mugen Honda lett, lényegében cseréltek a Footwork-kel, mert ők pedig Fordra váltottak.
- A Mercedes-Benz hivatalosan is a nevére vette az Ilmor által fejlesztett motorokat, és a Sauber partnereiként vetttek részt a küzdelmekben.
- Miután a Larrousse csapat is Ford motorokra váltott, a Lamborghininek nem maradt motorpartnere, így kiszálltak.
- Két új csapat is nevezett az idényre: a Ford motorokat használó Simtek és az előző évi Ilmor motorokkal versenyző Pacific.

### Pilótaváltozások
- Negyedik és utolsó világbajnoki címe megszerzése után Alain Prost úgy döntött, hogy inkább visszavonul, hiába tesztelt az idényt megelőzően a McLarennel. A helyére a Williams Ayrton Sennát igazolta le, a McLaren pedig Martin Brundle-t.
- A Sauber kitette JJ Lehtót, hogy a helyére a fiatal tehetséget, Heinz-Harald Frentzent ültesse. A finn a Benettonhoz került, a visszavonuló Ricvardo Patrese megüresedett helyére. A szezon előtti teszteken azonbam megsérült a nyaka, ezért Jos Verstappen került be helyette a legtöbb versenyre.
- Mark Blundell a Tyrrell versenyzője lett, Andrea de Cesaris pedig a Jordan és a Sauber tesztpilótája.
- A Ligier egy teljesen új versenyzőpárossal, Éric Bernarddal és Olivier Panisszal állt rajthoz.
- A Minardi leigazolta Michele Alboretót, Jean-Marc Gounon pedig pár futamon a Simtek versenyzője lett.
- A Footwork-öt is elhagyta mindkét pilótája, Christian Fittipaldi és Gianni Morbidelli lettek az új versenyzőik.
- A Larrousse Szuzuki Tosió helyett Olivier Berettát igazolta le.
- A Simtek egyik pilótája a három éve a Brabham csapatnál versenyző David Brabham lett, a másik Roland Ratzenberger. A szintén újonc Pacific az 1992-ben már a March-nál versenyző Paul Belmondo és Bertrand Gachot párosával kezdte meg az idényt.

### Szezonközi változások
- Ayrton Senna Imolában elszenvedett halálos balesetét követően a Williams David Coulthard tesztpilótát ültette a második autóba, megosztva a néhány verseny erejéig visszatérő Nigel Mansell-lel.
- JJ Lehto Imolában versenyezhetett először a Benetton színeiben, de teljesítménye olyan rossz volt, hogy két verseny után megváltak tőle, újra Verstappen kedvéért. Az utolsó két versenyen aztán a Lotustól érkező Johnny Herbert versenyzett náluk - Lehto is kapott azért még esélyt, ugyanis Schumacher kétversenyes eltiltása idején ő lehetett a helyettese, ráadásul az idény végén a Sauberhez került.
- A Ferrari pilótája, Jean Alesi egy mugellói tesztbalesetben hátsérülést szenvedett, ezért két versenyen Nicola Larini helyettesítette.
- A Jordan színeiben versenyző Eddie Jordan a brazil nagydíjon összehozott balesete miatt egyfutamos eltiltást kapott. Megfellebbezte a döntést, mire három versenyre terjesztették azt ki. Átmenetileg Szuzuki Aguri valamint Andrea de Cesaris vették át a helyét.
- Monacóban a szabadedzés során a Sauber pilótája, Karl Wendlinger súlyos balesetet szenvedett, ami miatt több hétig kómában volt, és az évben már vissza sem tért. A helyén Andrea de Cesaris, valamint az utolsó két futamon JJ Lehto versenyeztek.
- Pedro Lamy egy silverstone-i privát teszten hatalmasat bukott a Lotusszal, amelyben eltörte mindkét lábát és a csuklóját. Helyettese a tesztpilóta Alex Zanardi lett, de két futamon a fizetős pilóta Philippe Adams is indulhatott. Három futammal a vége előtt Johnny Herbert is távozott a Lotustól, a helyére Éric Bernard jött a Ligiertől. De ő is továbbállt egy futam után, és az újonc Mika Salo vezethette onnantól a másik Lotust. Herbert egy futamot töltött a Ligiernél, majd átigazolt a Benettonhoz (abban az időben a két csapat, a közös tulajdonosi körnek köszönhetően, közel volt egymáshoz).
- A Ligiernél az utolsó két versenyt a tesztpilóta Frank Lagorce teljesítette.
- Miután Häkkinen a német nagydíjon nagy balesetet okozott, egy futamra eltiltották. A magyar nagydíjon Philippe Alliot helyettesítette. Ő aztán, amikor elfogyott Olivier Beretta pénze, a Larrousse csapathoz került az idény végén.
- A Larrousse pilótafelállása sem volt azonban stabil. Alliot után Yannick Dalmas, majd Noda Hideki is vezethette az autójukat. Érik Comas helyett egy futam erejéig a fizetős pilóta Jean-Denis Déletraz versenyezhetett.
- Roland Ratzenberger halála után a Simtek Andrea Monterminit igazolta le. Ő azonban a spanyol nagydíj szabadedzésén hatalmasat bukott és komolyan megsérült. A helyén három pilóta is versenyzett az idény során: Jean-Marc Gounon, Domenico Schiattarella és Inoue Taki.

## Szabályváltozások
Az idény során történtek miatt megkülönböztethetünk a szezon előtt és a szezon közben bevezetett változtatásokat.

### Szezon előtti szabályváltozások
Az emelkedő költségek, továbbá amiatt, hogy a technikai fejlődés miatt úgy tűnt, hogy a pilóták túlságosan is a versenyzői segédletekre hagyatkoznak, gyakorlatilag betiltottak egy sor elektronikai segédletet. Ilyen volt az aktív felfüggesztés, a blokkolásgátlós fék, a kipörgésgátló és a rajtvezérlő elektronika. Ugyancsak betiltották a négy kormányzott kereket. Több pilóta, köztük Ayrton Senna is úgy látták, hogy a segédletek betiltása, de az autók sebességének változatlanul hagyása rengeteg balesethez fog vezetni az 1994-es idényben - ironikus módon maga Senna is a tiltás mellett foglalt állást.
Újra bevezették a futam közbeni tankolás lehetőségét, továbbá meghatározták, hogy az autók sebességváltója négy és hét fokozat közötti lehet.

### Szezon közbeni változások
Az imolai tragikus hétvégét követően több szabályt is meghoztak, amelyek lassították az autókat.
- A spanyol nagydíjtól csökkentették az első szárnyak lapjainak valamint a hátsó diffúzornak a méretét.
- Kanadától kezdve a légbeömlők hatékonyságát csökkentették azzal, hogy lyukakat kelett fúrni a motorborításba.
- A német nagydíjtól kezdődően minden autó aljára egy 10 mm vastagságú, fából készült kopólemezt kellett elhelyezni az autók alján. Előírás volt, hogy az egész versenyen ez legfeljebb 1 mm-t kophat - így kívánták az autók hasmagasságát megemelni, hogy kevéssé tudják kihasználni a szívóhatást. Ugyancsak ettől a versenytől a hátsó szárny nem nyúlhatott előrébb, mint a hátsó kerekek középvonala, a szárnyelemek pedig a földtől számított 60-95 cm-es magasság közötti térnek legfeljebb a 70 százalékát tölthették ki[3]. Az első szárnynak 40 mm-re feljebb kellett lennie a referenciaértéktől (ami az autó lapos padlója volt).
- Sztigorúbb előírásokat vezettek be a tűzoltókészülékekre, és a német nagydíjon történt boxutcai tűz után új védelmi eszközöket írtak elő, hogy megvédjék a nézőket a tűzveszélytől[4].
- A pilóták fejtámasza legakább 7,5 cm vastag kellett, hogy legyen.
- A monocoque-nak 20 kN helyett 30 kN erőhatást is el kellett bírnia.
- A boxutcában a szabadedzéseken 80 km/h, a versenyeken 120 km/h tempóval lehetett csak közlekedni, a boxutcai személyzet pedig csak akkor tartózkodhatott a boxutcábabn, amikor szükség volt rájuk.
- Imola után felölvizsgálták a versenypályák 27 olyan kanyarját, amelyet potenciálisan balesetveszélyesnek ítéltek meg. Közülük 15-öt kiiktattak vagy lelassítottak..

## A szezon menete
Ayrton Senna világbajnoki esélyesként készülhetett a szezonra, hiszen a nagyon erős Williams csapattal versenyezhetett. Csapattársa a 0-s rajtszámú Damon Hill volt. Alain Prost 1993-as világbajnoki címét követően visszavonult, így az 1-es rajtszámot nem adták ki. Erősnek ígérkezett még a Williams mellett a Benetton Michael Schumacherrel és a Ferrari Gerhard Bergerrel és Jean Alesivel.

### Brazília

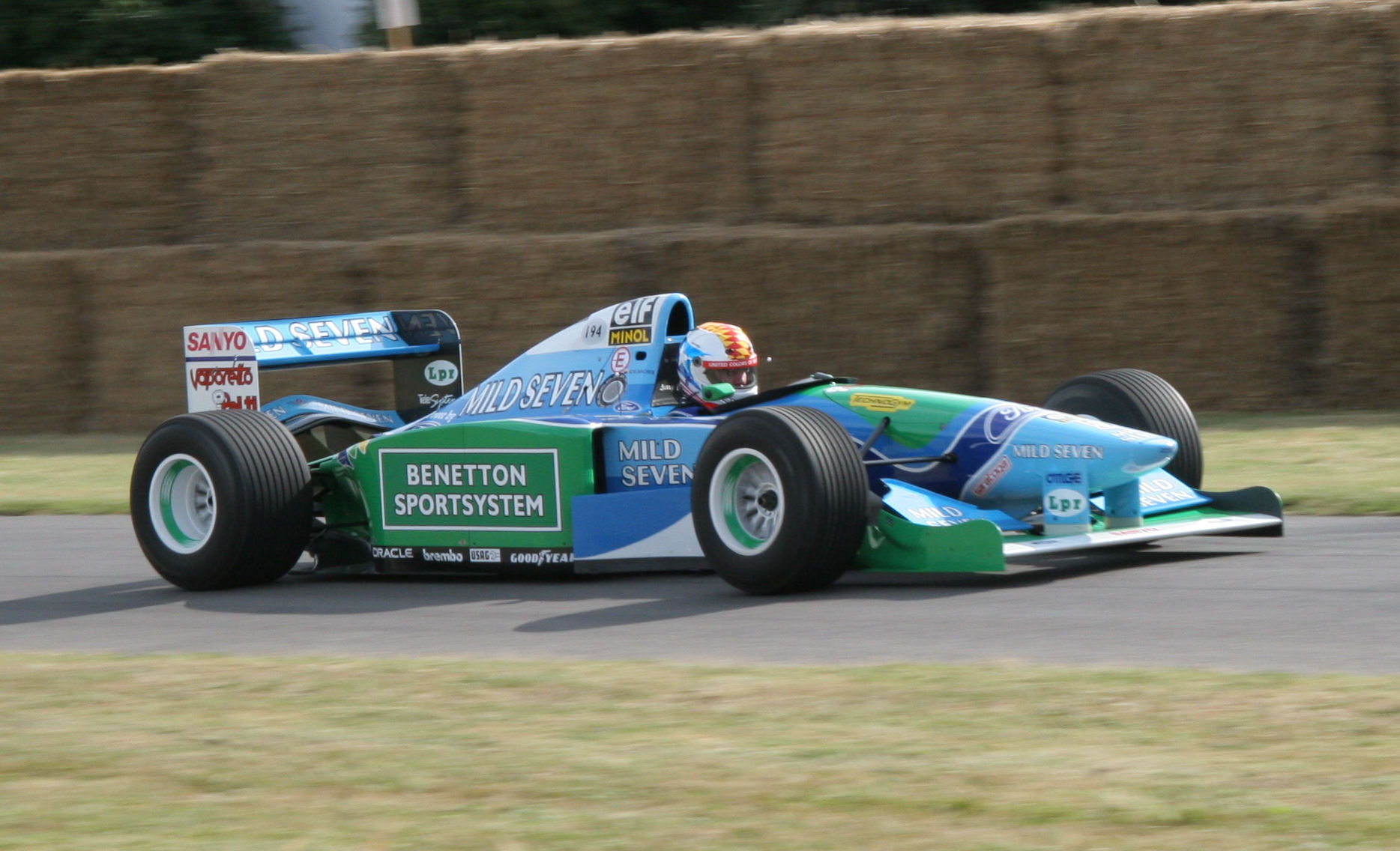
Benetton B194

Az évadnyitó brazil futamon a hazai Senna megszerezte a pole pozíciót, Schumacher, Alesi és Hill előtt.  A rajtnál Alesi átvette a második helyet, Wendlinger és Verstappen pedig feljöttek ötödiknek és hatodiknak. A második körben Schunacher nagy nehezen visszavette a második helyet, de eddigre Senna már 4 másodperccel ellépett. Sokáig szinte fej fej mellett haladtak, a mezőny többi részétől alaposan elhúzva, a boxkiállásoknál pedig Schumacher az élre is állt. Senna azonban a nyomába eredt és egyre jobban csökkentette a különbséget. A 35. körben Verstappen, Brundle és Irvine közvetlenül egymás után haladtak, amikor pedig megpróbálták lekörözni Éric Bernardot, Verstappen megpróbálta megelőzni Irvine-t. Irvine azonban egy sportszerűtlen mozdulattal a fűre szorította Verstappent, aki megcsúszott, és telibe találta Irvine-t, Bernardot, és még Brundle-t, is, aki csodával határos módon súlyos sérülések nélkül úszta meg az incidenst. Irvine-t utólag egyversenyes eltiltással jutalmazták, ami a fellebbezése folytán végül háromversenyes lett. Senna, aki nagyon keményen nyomta, hogy utolérhesse Schumachert, az 56. körben végül kicsúszott és kiesett. Schumacher győzött, mögötte Hill és Alesi állhattak még dobogóra.

### Csendes-óceáni nagydíj (Japán)
Miután Mugellóban egy teszt során megsérült Alesi háta, a tesztpilóta Nicola Larini ugrott be helyette, aki rögtön nyilatkozott is egy botrányosat: azt állította ugyanis, hogy a szabadedzésen a már betiltott kipörgésgátlót használta. Később ezt mind ő, mind a csapat tagadták. Irvine helyén Szuzuki versenyzett a Jordan csapatnál. Az újonnan épített Tanaka International versenypályán Senna ismét pole-t szerzett, Schumacher, Hill és Häkkinen előtt. A rajtnál Schumacher megelőzte Sennát, Häkkinen pedig Hillt. Häkkinen még Sennát is megtámadta, de végül hibázott és hátulról eltalálta őt, kiejtve ezzel a versenyből őt. és a balesettel szintén érintett Larinit is. Hill megpróbálta visszaelőzni Häkkinent, sikertelenül, kicsúszott, és visszaesett kilencediknek. Később Häkkinen váltóprobléma miatt kiesett, Hill pedig lassan visszakapaszkodott. Schumacher elhúzott az élen, Hill pedig az 50. körben kiesett, szintén váltóproblémák miatt, ahogy Brundle is. Végül a dobogóra még Berger és Barrichello állhattak fel.

### San Marino
JJ Lehto visszatért a Benettonhoz, Irvine helyén pedig ezúttal Andrea de Cesaris ült. A hétvége azonban borzalmasan kezdődött: Rubens Barrichello a pénteki szabadedzésen hatalmas balesetet szenvedett. Autóját a Variante Bassá-ban megdobta egy rázókő, a Jordan a levegőbe emelkedett, majd szinte azonnal a gumifalba csapódott, ami villámgyorsan megállította. A fejjel lefelé a földre érkező autóban ülő Barrichello lenyelte a nyelvét, életét csak a gyorsan érkező orvosi ellátás mentette meg. Szombaton délután már ott lehetett a paddockban, igaz, törött orral és felkötött karral - számára véget ért a hétvége. Az esetről semmilyen emléke nem maradt.

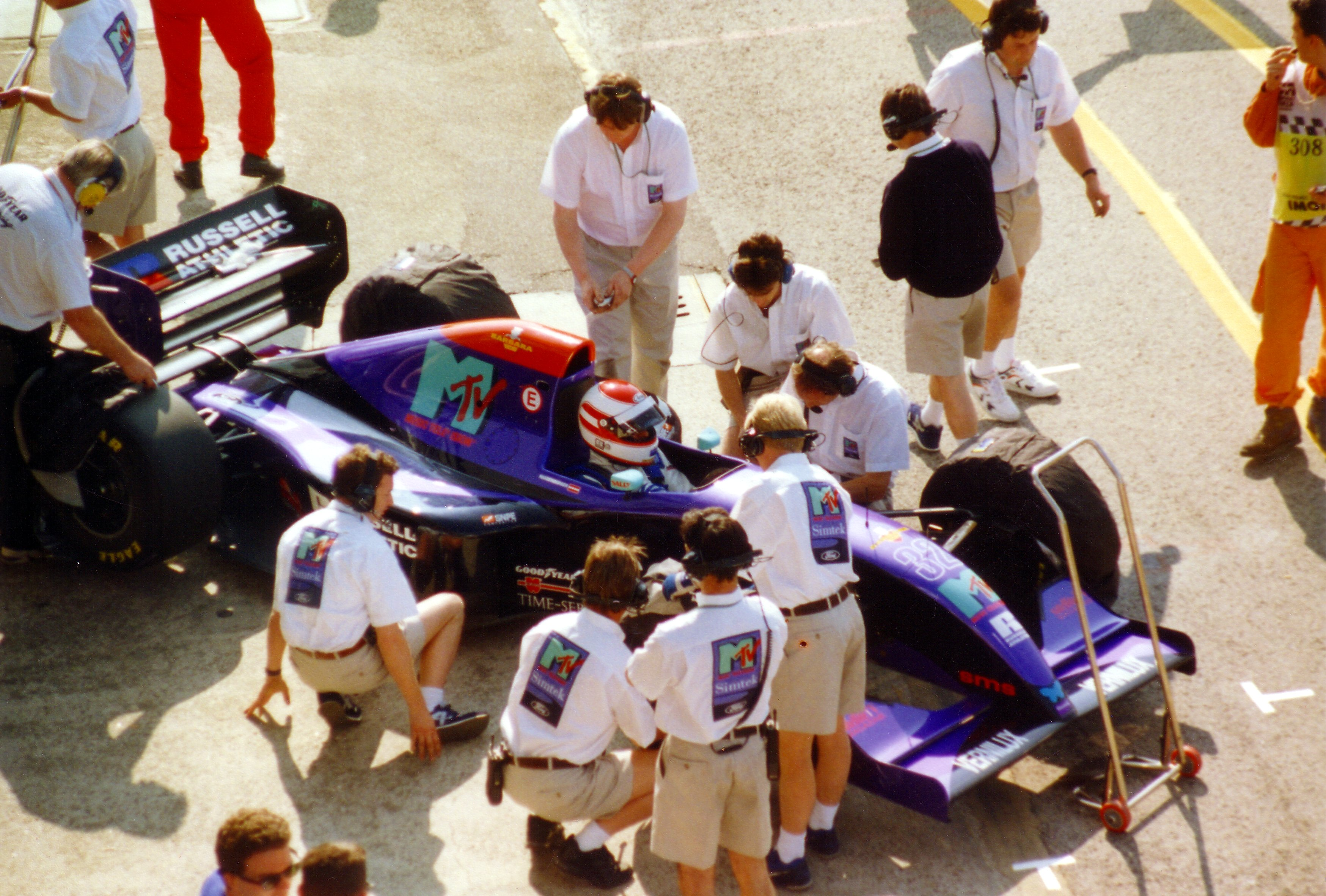
Ratzenberger Imolában

Az időmérő edzés során a Simtek pilótájának, Roland Ratzenbergernek az első szárnyáról leszakadt egy darab, amitől megsérült a felfüggesztés és az aerodinamika is romlott. A következő körben az első szárny teljes egészében leszakadt és beszorult az autó alá. Ratzenberger autója irányíthatatlanná vált, és több mint 310 km/h sebességgel a Villeneuve-ben a betonfalba csapódott. Olyan súlyos koponyaalapi törést szenvedett, hogy gyakorlatilag azonnal meghalt. Az időmérő edzést mindennek ellenére folytatták, és azt Senna nyerte Schumacher, Berger, Hill, Lehto és Larini előtt.
Senna a baleset helyszínére ment, és vasárnap délben ő, Michael Schumacher és Michele Alboreto elhatározták, hogy a saját biztonságuk javítása érdekében újra életre hívják a versenyzők érdekvédelmi szervezetét (GPDA). Mint rangidős pilóta, Senna vezette volna ezt.
Az osztrák balesetét követően Senna fontolóra vette, hogy rajthoz álljon-e a versenyen, azonban mégis úgy határozott, hogy részt vesz a nagydíjon. A rajtnál Pedro Lamy nem vette észre, hogy a finn JJ Lehto Benettonja lefulladt, és nekiütközött. A szétrepülő roncsok következtében kilenc néző sebesült meg. A biztonsági autó ekkor bejött és több körön át vezette mezőnyt, amíg eltakarították a roncsokat a pályáról. Ez az autó egy Opel Vectra sportváltozat volt, amelyet utóbb többen kritizáltak, hogy túl lassú volt ahhoz, hogy a mögötte haladó versenyzők gumijai üzemmelegek maradjanak.
Miután a biztonsági autó az ötödik kör végén elhagyta a pályát, Senna és Schumacher kezdtek elszakadni a mezőnytől. A 7. körben a versenyt vezető Senna a Tamburello-kanyart máig nem egyértelmű okokból nem vette be, hanem egyenesen a betonfalnak ütközött. A becsapódás pillanatában le tudta lassítani az autót 218 km/h sebességre, de az autó eleje így is összetört, a jobb első kerék leszakadt és eltalálta Senna fejét. Egy pillanatra látni lehetett, ahogyan a sárga sisak félrebillen. Sokan fellélegeztek, hogy a brazil pilóta még él, azonban többet már nem mozdult. Voltak, akik már ekkor a legrosszabbra számítottak, és ez csak fokozódott, amikor az elszállítás után vérnyomok voltak a kavicságyon. Senna halálát nem az ütközés, hanem a szemébe fúródó, kerekestül leszakadt felfüggesztés-rúd okozta, megtalálva azt a néhány mm-es gumírozott helyet, ami a sisak és a rostély között van. Helikopterrel szállították kórházba, Bolognába, 18 óra 40 perckor halt meg. A baleset körülményei máig tisztázatlanok. Egyesek szerint technikai probléma adódott, mások szerint Senna hibázott és túl gyorsan érkezett a kanyarba. Sennának korábban gondjai akadtak a kormánnyal, és új, megtoldott kormányművet kért a versenyre. A vizsgálatok szerint a kormányoszlop eltört, de nem tudni, hogy ez a baleset előtt, vagy után történt.
A versenyt azonnal megálították piros zászlóval, a Larrousse csapat azonban tévedésből kiküldte Érik Comas-t a pályára (akinek fogalma sem volt arról, hogy mi történt), akit a mentőcsapatok állítottak meg a Tamburello-kanyarban. A második újraindításnál Frentzen autója fulladt le, ő csak a boxutcából rajtolhatott el. Ekkor Berger rajtolt el jobban, de Schumacher visszavette tőle a vezetést (emiatt még Hill-lel is összekoccant, akinek le kellett cserélnie az első szárnyát). Berger később ki is esett. Egy másik baleset is történt: Alboreto Minardijáról leesett a jobb hátsó kerék, miközben kihajtott a boxutcából, és a Ferrari több csapattagja megsérült. A futamot Schumacher nyerte Larini és Häkkinen előtt, de a dobogón nem volt ünneplés.

### Monaco
A következő monacói nagydíjon az első két rajtkockát üresen hagyták a rajtnál a két halálos áldozatra emlékezve, a Williams és a Simtek csak egy versenyzőt indított. Karl Wendlinger ezen a hétvégén súlyos balesetet szenvedett el, aminek következtében a pilóta több hétig élet és halál között lebegett. Felépült, de hosszas rehabilitáció várt rá. Frentzen autója ennek köszönhetően már el sem rajtolt. A pole Schumacheré lett (életében először), a második pozíciót Mika Häkkinen szerezte meg, aki a futam első kanyarjában azonnal ki is esett, ahogy Hill is, akivel összeütközött. Blundell autója megadta magát, a belőle szivárgó olajon Schumacher megcsúszott és majdnem eltalálta a falat. Végül Schumacher nyert Brundle és Berger előtt.
Monaco után a Williams bejelentette, hogy David Coulthard lesz az új versenyzőjük, illetve Nigel Mansell, amikor az Indycarban való kötelezettségei nem szólítják. A futamot követően Pedro Lamy durva balesetet szenvedett Silverstone-ban, többször csonttörései miatt nem vállalhjatta a versenyzést, ezért a Lotus bejelentette, hogy Alex Zanardi váltja őt.

### Spanyolország

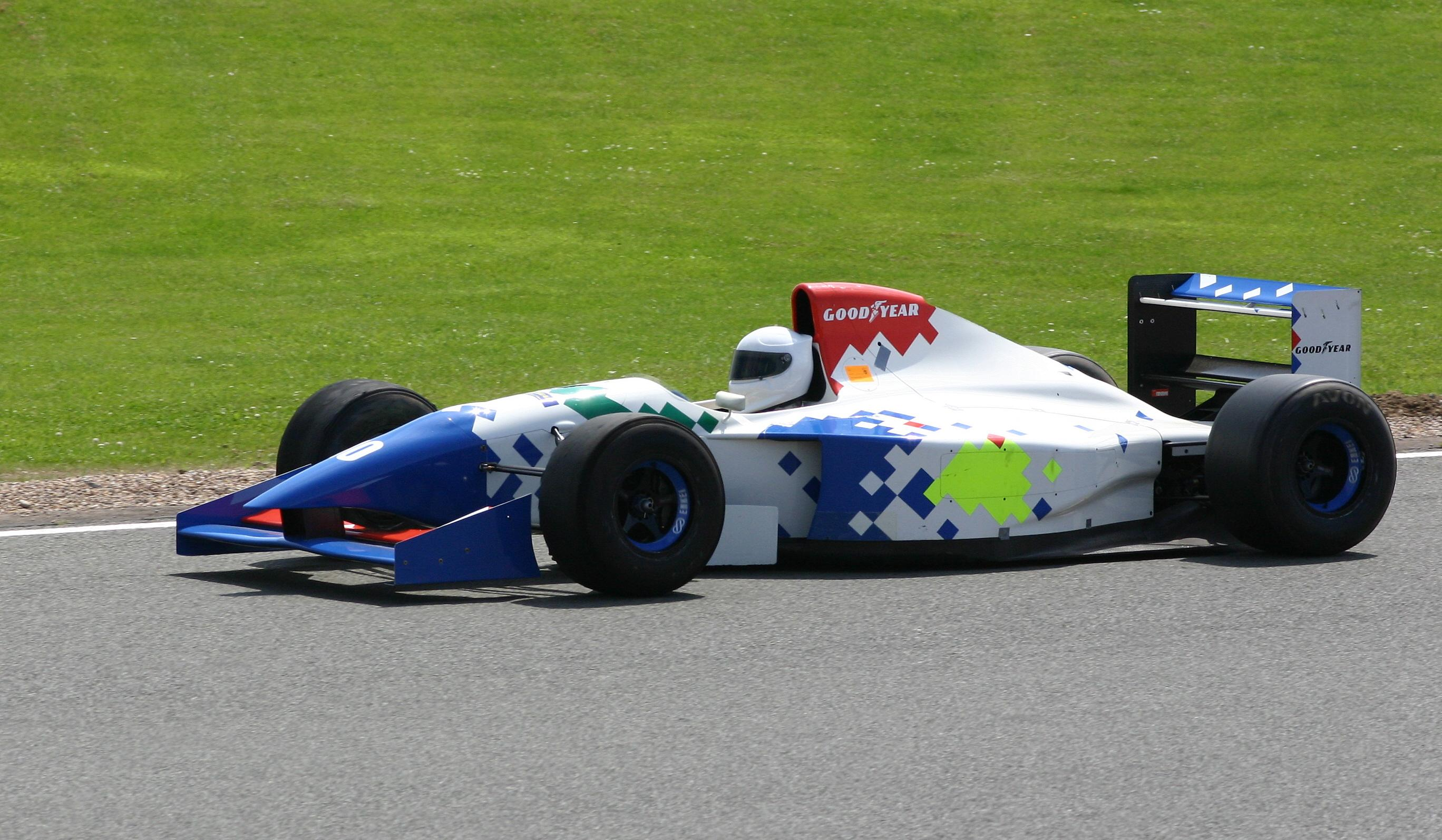
Footwork FA15

Eddie Irvine visszatért az eltiltása után, a Sauber pedig újra csak egy autót indított. A versenypályán a Nissan kanyarban beiktattak egy gumikból készült sikánt, lassítási céllal.
Andrea Montermini a szabadedzésen hatalmasat bukott, de szerencsére megúszta bokatöréssel és néhány zúzódással az esetet. Ezt látva azonban egyértelmű volt, hogy további biztonsági óvintézkedésekre lesz szükség. A pole Schumacheré lett Hill és Häkkinen előtt, és mivel a Sauber és a Simtek is csak egy-egy autóval vett részt a hétvégén, a máskülönben harmatgyenge Pacific csapat autói is el tudtak rajtolni. A rajtnál Beretta Larrousse-sza meghibásodott, így ő nem tudott részt venni a futamon. A rajt után Schumacher elhúzott a többieknél, ám ezután az autójában meghibásodott a sebességváltó, amely ötödik sebességben ragadt. Ennek ellenére is végig tudott menni és még a boxutcai kerékcserénél sem fulladt le. Coulthard és Alesi nem voltak ilyen szerencsések a saját kiállásuknál, emiatt jócskán visszaestek. Hill végül meg tudta előzni a küszködő Schumachert és meg is nyerte a versenyt. A pontszerző helyekről kiesett Häkkinen, Lehto és Brundle is, így a dobogó harmadik fokára Blundell állhatott fel.

### Kanada
Az új szabályok értelmében a csapatoknak változtatniuk kellett az autóikon. Valamennyiük esetében megfigyelhető volt, hogy a motorborításba lyukakat kellett fúrni, hogy csökkentsék a légbeömlők hatékonyságát, de a Benetton hozott egy átdolgozott hátsó szárnyat, a Ferrari pedig új oldaldobozokat. A pályán a célegyenes előtt beiktattak egy ideiglenes sikánt. De Cesaris a Sauber pilótájaként vett részt 200. nagydíján.
Ismét Schumacher indult a pole-ból, Alesi, Berger és Hill előtt. A rajtnál Schumacher megtartotta a vezetést, míg Coulthard megelőzte csapattársát, de később elengedte őt. Hill ezután megelőzte Bergert, majd Alesit is a kiállásoknál. A 40. körtől esni kezdett az eső, de ez nem változtatott az első hat helyezett sorrendjén. Schumacher győzött Hill, Alesi, Berger és Coulthard előtt.
A verseny után a hatodik helyen célbaérő Fittipaldit kizárták, mert az autója nem érte el a minimumtömeget. Ez volt az utolsó alkalom az évben, amikor a Pacific csapat részt tudott venni egy versenyen. Gachot a 47. körben technikai probléma miatt egyébként kiálni kényszerült, viszont innentől kezdve a reménytelenül lassú autóknak esélyük sem volt a kvalifikációhoz szükséges köridő megautózására sem.

### Franciaország
A Williamsnél ezen a futamon Nigel Mansell váltotta Coulthardot, a Benetton pedig ismét Verstappent ültette be Lehto helyére. A Simtek második számú pilótája Jean-Marc Gounon lett. A Williams-Renault-k szerezték meg az első sort Hill-Mansell sorrendben, de Schumacher a rajtnál mindkettőjüket megelőzte. Mansell a futamon erőátviteli probléma miatt kiesett, Schumacher győzött Hill és Berger előtt.

### Nagy-Britannia

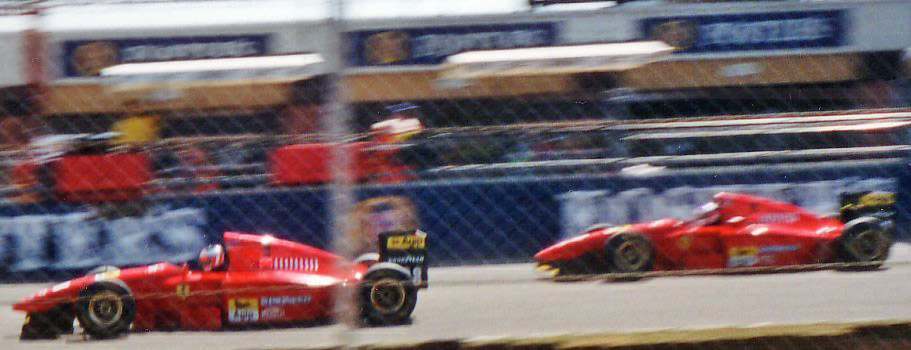
Gerhard Berger és Jean Alesi Silverstone-ban

A silverstone-i brit nagydíjon Hill szerezte meg a pole-t hazai pályán, Schumacher és Berger előtt. A futam vitatott eseménnyel kezdődött: Schumacher a felvezető körben megelőzte Hillt, ami a szabályok értelmében nem volt megengedett. Mindenesetre mielőtt felálltak volna a rajtrácsra, visszaengedte őt. A rajtot ráadásul meg kellett ismételni, mert Coulthard autója lefulladt, így ő csak a mezőny végéről rajtolhatott. Hill és Schumacher fej fej mellett haladtak a rajtot követően, majd a 14. körben Schumacher kapott egy 5 másodperces stop-and-go büntetést a felvezető körön történtek miatt. A csapat azt mondta neki, hogy ne is törődjön vele, mert már megpanaszolták a döntést és annak az eredményére várnak. Mivel eltelt a három kör, ami alatt le kellett volna töltenie a büntetést a boxutcában, fekete zászlóval kiintették a versenyből, ami alapján azonnal ki kellett volna állnia. A Benetton azonban még ennek ellenére is a versenyirányítással hadakozott, és amikor Schumacher a 25. körben kiállt, csak az 5 másodpercét töltötte le, azután visszatért a versenybe. 
Hill győzött Schumacher, Alesi és Häkkinen előtt, csakhogy Schumachert kizárták és még két versenyre el is tiltották. Miután az utolsó körben összeütköztek, Häkkinen és Barrichello is kaptak egy egyversenyes eltiltást, de felfüggesztve. Schumacher még időben fellebbezett, és mivel a tárgyalásra csak a belga nagydíjat követően került sor, így rajthoz állhatott Hockenheimban, a Hungaroringen és Spában is.
Az idény felénél Schumacher toronymagasan vezetett 66 ponttal, mögötte Hill jött 39 ponttal, és Alesi volt a harmadik 19 ponttal. A konstruktőrök közt is a Benetton vezetett 67 ponttal, a 43 pontos Williams és a 42 pontos Ferrari előtt.

### Németország
A Schumacher-szurkolók szomorkodhattak, mert hazai kedvencük helyett a Ferrari ért el pole pozíciót Berger révén, és mindjárt az egész első sort kibérelték. Schumacher csak negyedik lett. A rajtnál nagy baleset történt, mert Häkkinen kiütötte Brundle-t, a balesettel érintett Frentzen, Barrichello, Herbert és Irvine is kiestek, Coulthardnak pedig az első szárnya bánta. Ettől az esettől függetlenül összekoccant Martini és Zanardi is, akik magukkal rántották de Cesarist és Alboretót is. Habár az első körben tíz autó is kiesett, a futamot nem szakították meg piros zászlóval. Alesi technikai okok miatt hamar kiszállt a versenyből, Hillnek pedig egy Katajamával történt ütközés következtében megsérült a felfüggesztése. A boxkiállásnál Jos Verstappen autójára tankolás közben üzemanyag fröccsent, amely szinte azonnal lángra is lobbant. Ő maga sérülések nélkül el tudta hagyni az autót, de a Benetton teljesen kiégett. Az eset rávilágított az újratankolás veszélyeire és újabb biztonsági intézkedések megtételéhez vezetett. Schumacher versenye sem tartott sokkal tovább, ő is kiesett.
Mivel sok volt a kieső, köztük a bajnoki esélyesek sem szereztek pontot, így a befutó némiképp meglepetésszerű volt. Berger győzött, aki győzelmét barátja, Senna emlékének ajánlotta. Mögötte a két Ligier: Panis és Bernard állhattak fel a dobogóra. Fittipaldi és Morbidelli értékes pontokat szereztek a Footwork-nek, míg Comas egy pontot gyűjtött a Larrousse-nak.

### Magyarország
Az előző futamon okozott baleset miatt Häkkinent egy versenyre eltiltották, helyette a McLaren Philippe Alliot-val versenyzett. A pole-t Schumacher szerezte meg Hill és Coulthard előtt. Mivel a német nem rajtolt jól, Hill elé húzódott, így megtartotta a vezetést. A rajtnál Irvine és Barrichello összeütköztek, és magukkal rántották a vétlen Katajamát is. Schumacher háromszor, Hill kétszer állt ki a boxba, de a sorrend nem változott meg közöttük. A második boxkiállásánál Berger autója lefulladt, így jócskán visszaesett, majd ki is esett. A verseny végén Jean Alesi Ferrarijából folyni kezdett az olaj, emiatt Coulthard balesetet szenvedett. A harmadik helyet így Martin Brundle szerezte meg, de az utolsó körben motorhiba miatt ő is kiesett. A harmadik hely így Jos Verstappené lett Schumacher és Hill mögött.
A versenyt követően sokasodni kezdtek a viharfelhők a Benetton csapat felett. Elkezdték vizsgálni az előző versenyen történt tűzesetet, és beidézték őket október 19-ére a Motorsport Világszövetség elé, hogy számot adjanak arról, miért is távolították el a szűrőt a tankolócsőről, amely az esetet okozhatta. Ha bűnösnek találták volna őket, az egész csapatot kizárhatták volna a teljes bajnoki idényből, de végül felmentették őket. A McLaren ugyancsak bajba került, mert ők egy teljesen automatikus felváltást segítő rendszert használtak, de őket is felmentették.

### Belgium
A biztonság jegyében az Eau Rouge elé egy sikánt festettek fel, amit végül csak ebben az évben használtak. Häkkinen visszatért a McLarenhez, Philippe Adams váltotta Zanardit a Lotusnál, Alliot pedig Berettát váltotta a Larrousse-nál. Az időmérőt esős körülmények között rendezték, így nagy meglepetésre Barrichello került a pole-ba a Jordannel. A rajtnál aztán Schumacher átvette a vezetést, mögötte pedig Alesi haladt, majd Barrichello. Hil később megelőzte Barrichellót, majd amikor Alesi motorja meghibásodott, már a második helyen haladt. Barrichello nehezen viselte a rá nehezedő nyomást, a 20. körben megcsúszott és kiesett. A következő körben Schumacher pördült meg, és bár vissza tudott jönni az élre, az előnye lecsökkent. Meg is nyerte a versenyt, ám utólag kizárták, miután a vizsgálatok során kiderült, hogy az autó aljára rögzített kopólemez a megengedettnél jobban elkopott. Így Hill lett a győztes Häkkinen és Verstappen előtt. Schumacher kétversenyes eltiltását is helybenhagyták, ezért az olasz és portugál versenyeken Lehto helyettesítette.

### Olaszország

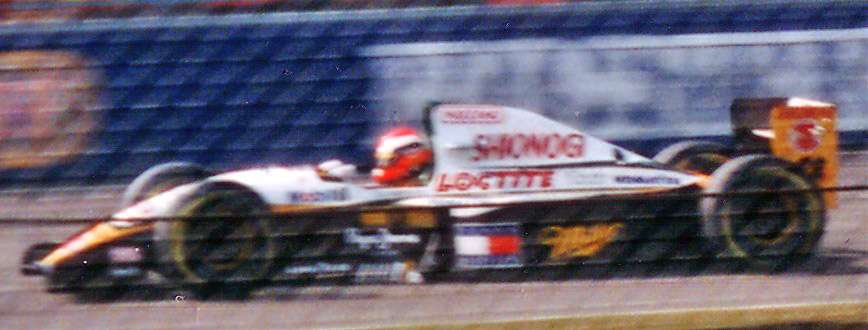
A történelmi Lotus csapat számára ez volt az utolsó F1-es szezon

A verseny előtt Zanardi visszaülhetett a Lotusba, Yannick Dalmas pedig négy év távollét után a Larrouse-nál versenyezhetett. Ezúttal is a Ferrarik rajtoltak az első sorból Alesi-Berger sorrendben Hill és a meglepetésnek számító Johnny Herbert Lotusa előtt. A rajtnál Irvine és Herbert is megelőzte a Williamseket, de Irvine hátulról nekiment Herbert autójának, így megszakították a futamot. Az új rajt után Alesi vezetett Berger, Hill és Coulthard előtt. Alesi váltóhiba miatt kiesett, míg Bergert feltartották a boxkiállásánál, ahol 10 másodpercet veszített, így csak a harmadik helyre tért vissza. Ezt követően utolérte a Williamseket, de megelőzni nem tudta őket. Coulthard autója a verseny végén drámaian lelassult, majd megállt, amikor elfogyott az üzemanyaga. Hill győzött Berger, Häkkinen és Barrichello előtt. Irvine ismét kapott egy egyversenyes eltiltást, három versenyre felfüggesztve, a rajt után történtek miatt.
Az idény kétharmadánál még mindig Schumacher vezetett 76 ponttal, de Hill már 65 ponttal volt a második, Berger pedig 33 ponttal harmadik. A konstruktőröknél a Benetton 85 ponttal állt az élen, a Williams 73 ponttal volt második, a Ferrari pedig 58 ponttal harmadik.

### Portugália
Schumacher még mindig el volt tiltva, ahogy a mezőny megérkezett Portugáliába. A rossz anyagi helyzetben lévő Lotushoz a fizetős pilóta Philippe Adams érkezett. Berger Ferrarija állt a pole-pozícióban Hill és Coulthard előtt. A rajtnál Hill megelőzte csapattársát. Berger csak a 8. körig vezetett, amikor váltóhiba miatt kiesett. A 33. körben Hill megelőzte a vezető Couthardot, aki egy versenyzőt körözött le ekkor. A 39. körben Alesi David Brabham próbálta lekörözni, de összeütköztek és mindketten kiestek. Hill győzött Coulthard és Häkkinen előtt. A Williams ezzel átvette a konstruktőri bajnokság vezetését.

### Európai nagydíj (Jerez)
Az európai nagydíj előtt a visszatérő Schumacher előnye egy pontra csökkent Hillel szemben. A Williamshez viszont az év hátralévő három futamára visszatért Mansell, hogy segítsen a konstruktőri küzdelemben. Herbert a Lotustól a Ligierhez igazolt, Bernard pedig helyet cserélt vele. Két új versenyző is érkezett: a Larrousse színeiben Noda Hideki, a Simteknél pedig Domenico Schiattarella. A pole-t Schumacher szerezte meg Hill és Mansell előtt. A rajtnál Hill átvette a vezetést, Mansell viszont visszaesett, de később menteni tudott. Az első boxkiállásnál Hillt a csapat túl korán küldte vissza a versenybe, és nem kapott elég üzemanyagot. Schumacher viszont ettől függetlenül is bőven az élre állt, Hillnek pedig még egyszer ki kellett emiatt állnia.  Mansell és Barrichello, valamint Berger és Frentzen is összekoccantak a csatázás közben. Mansell ki is esett végül. A győzelmet Schumacher szerezte meg Hill és Häkkinen előtt. A két rivális között 5 pontra csökkent az elmúlt futamok alatt a különbség, de a Benetton is csak 2 ponttal vezetett a konstruktőriben.

### Japán
Igazi pilótakeringő kezdődött: a Benetton átvette Herbertet a Ligiertől, ami miatt Verstappen ülés nélkül maradt. Lehto a Sauber pilótája lett, miután Andrea de Cesaris úgy döntött, hogy visszavonul. Mika Salo a Lotus pilótája lett, Frank Lagorce a Ligier tesztpilótájából lett állandó versenyző, Inoue Taki pedig Schiattarella helyén versenyzett a hazai futamán. A Mercedes megerősítette, hogy a következő évtől kezdve a McLaren partnerei lesznek, a Jordan csapat pedig azt, hogy ők pedig a Peugeot-val dolgoznak együtt.
A pole-t Schumacher szerezte meg Hill és Frentzen előtt. A rajtnál szakadt az eső, de szépen eljöttek a versenyzők., A 4. körben Herbert kiesett, Mansell pedig feljött a pontszerző helyekre. A 14. körben Morbidelli kiesett, majd miközben zajlott a mentés, Brundle ugyanott szenvedett balesetet. A szétrepülő törmelékek miatt egy pályabíró komolyan megsérült, ezért a versenyt megállították. Az újabb rajt a biztonsági autó mögül indult, Frentzen pedig rögtön el is rontotta azt, amikor megcsúszott. Schumacher kiállásakor nem kapott elég üzemanyagot, ráadásul forgalomba is került, így a második kiállásakor már fél perc volt a hátránya Hill-lel szemben. Hillnek is elrontották azonban a kiállását: egy beragadt csavar miatt csak három kerekét tudták lecserélni, és emiatt, valamint a teli tank miatt Schumacher elkezdett közelíteni rá. Végül Hill nagy csatában nyerni tudott, és ezzel 1 pontra csökkentette a hátrányát az összetettben. A dobogóra még Alesi állhatott fel.

### Ausztrália
Az utolsó versenyhétvégén Jean-Denis Délétraz váltotta Érik Comas-t, Schiattarella pedig visszatért a Simtekhez. A Sauber bejelentette, hogy 1995-től a Ford partnerei lesznek.
Mindkét bajnoki cím itt dőlhetett el, ennek megfelelően Mansell megszerezte a pole-t Schumacher előtt. A rajtnál azonban visszaesett, így az első körben Schumacher, Hill, Häkkinen, Irvine, Mansell és Barrichello sorrendben jöttek el. A 10. körben Mansell feljött negyediknek, nem sokkal később Irvine kiesett. Mansell nemsokára harmadik volt, de a tempója így is lassabb volt, mint az élen álló kettősé. Ők ketten a kiállásoknál is szorosan együtt maradtak.
A 35. körben Schumacher kicsúszott az East Terrace kanyarban, és megkoccolta a falat. Ezzel időt veszített, és azt nem lehetett tudni, hogy az autója milyen mértékben sérült. Hill szinte azonnal utolérte és kereste az előzési lehetőséget. Ahogyan a következő kanyarban betette mellé az autóját, Schumacher agresszívan reagált és a két autó összeért. A Benetton a levegőbe emelkedett és olyan komolyan megsérült, hogy egyértelmű volt, hogy Schumacher kiesik. Elsőre úgy tűnt, hogy Hill Williamse megúszta, azonban csakhamar kiderült, hogy eltört a bal első keresztlengőkar. Hill visszaevickélt a boxutcába, ahol próbálták megjavítani azt, sikertelenül, így ő is kiesett. Habár az kérdéses volt, hogy Schumacher szándékosan rántotta-e rá a kormányt Hillre vagy sem (mert abban a hitben lehetett, hogy az autója egyébként is megsérült a falhoz koccanáskor), mégis megszerezte karrierje első világbajnoki címét.
Eközben Mansell a két Ferrarival vívott a győzelemért, de Alesinek nagyon elrontották a kerékcseréjét, és közel egy kör hátrányba került. A 77. körben Häkkinen fékei meghibásodtak, a falba csapódott és kiesett. Mansell karrierje 31., és egyben utolsó győzelmét aratta, mögötte Berger és Brundle álhattak még fel a dobogóra.
Az idény végén Schumacher végül egyetlen ponttal lett világbajnok Hill előtt, és miután a Williams nem jelentett be óvást, ez hivatalos is lett. A csapatot egyébként is még mindig nyomasztotta Senna halála, Schumacher pedig a világbajnoki címét a versenyzőnek ajánlotta. A harmadik helyen Berger zárt. A konstruktőri bajnokságban a Williams győzött, 118 ponttal, mögöttük a Benetton végzett 103 ponttal, majd a Ferrari 71-gyel.

## Futamok
| #   | Futam                  | Időpont        | Helyszín                  | Pályarajz | Győztes versenyző  | Konstruktőr      | Riport |
| --- | ---------------------- | -------------- | ------------------------- | --------- | ------------------ | ---------------- | ------ |
| 549 | brazil nagydíj         | Március 27.    | Interlagos                |           | Michael Schumacher | Benetton-Ford    | Riport |
| 550 | csendes-óceáni nagydíj | Április 17.    | TI Circuit, Aida          |           | Michael Schumacher | Benetton-Ford    | Riport |
| 551 | San Marinó-i nagydíj   | Május 1.       | Imola                     |           | Michael Schumacher | Benetton-Ford    | Riport |
| 552 | monacói nagydíj        | Május 15.      | Monaco                    |           | Michael Schumacher | Benetton-Ford    | Riport |
| 553 | spanyol nagydíj        | Május 29.      | Catalunya                 |           | Damon Hill         | Williams-Renault | Riport |
| 554 | kanadai nagydíj        | Június 12.     | Circuit Gilles Villeneuve |           | Michael Schumacher | Benetton-Ford    | Riport |
| 555 | francia nagydíj        | Július 3.      | Magny-Cours               |           | Michael Schumacher | Benetton-Ford    | Riport |
| 556 | brit nagydíj           | Július 10.     | Silverstone               |           | Damon Hill         | Williams-Renault | Riport |
| 557 | német nagydíj          | Július 31.     | Hockenheimring            |           | Gerhard Berger     | Ferrari          | Riport |
| 558 | magyar nagydíj         | Augusztus 14.  | Hungaroring               |           | Michael Schumacher | Benetton-Ford    | Riport |
| 559 | belga nagydíj          | Augusztus 28.  | Spa-Francorchamps         |           | Damon Hill         | Williams-Renault | Riport |
| 560 | olasz nagydíj          | Szeptember 11. | Monza                     |           | Damon Hill         | Williams-Renault | Riport |
| 561 | portugál nagydíj       | Szeptember 25. | Estoril                   |           | Damon Hill         | Williams-Renault | Riport |
| 562 | európai nagydíj        | Október 16.    | Jerez                     |           | Michael Schumacher | Benetton-Ford    | Riport |
| 563 | japán nagydíj          | November 6.    | Suzuka                    |           | Damon Hill         | Williams-Renault | Riport |
| 564 | ausztrál nagydíj       | November 13.   | Adelaide                  |           | Nigel Mansell      | Williams-Renault | Riport |

- A dél-afrikai nagydíj kikerült a versenynaptárból, miután a kyalami versenypályát eladták a Dél-afrikai Automobil Szövetségnek, amely túl költségesnek találta a futamok lebonyolítását[7].
- Az európai nagydíj, amkit eredetileg április 17-én tartottak volna a Donington Parkban, elmaradt, helyette csendes-óceáni nagydíj néven rendeztek futamot Japánban, az aidai versenypályán.
- Helyet cserélt a spanyol és a monacói nagydíj.
- Eredetileg október 16-án rendezték volna meg az argentin nagydíjat, de júniusban törölték, miután az Autódromo Oscar Alfredo Gálvez versenypálya teljes felújítása még mindig nem készült el. Helyette az európai nagydíjat rendezték meg Jerezben.

## A bajnokság végeredménye

### Versenyzők
Pontozás:
| Helyezés | 1. | 2. | 3. | 4. | 5. | 6. | 7.-20. |
| -------- | -- | -- | -- | -- | -- | -- | ------ |
| Pont     | 10 | 6  | 4  | 3  | 2  | 1  | 0      |

(Táblázat értelmezése)

(Félkövér: pole-pozícióból indult; dőlt: leggyorsabb kört futott) 

| Helyezés | Versenyző      | BRA | PAC | SMR | MON | ESP | CAN | FRA | GBR | GER | HUN | BEL | ITA | POR | EUR | JPN | AUS | Pont |
| -------- | -------------- | --- | --- | --- | --- | --- | --- | --- | --- | --- | --- | --- | --- | --- | --- | --- | --- | ---- |
| 1        | Schumacher     | 1   | 1   | 1   | 1   | 2   | 1   | 1   | Kiz | Ki  | 1   | Kiz | ex  | ex  | 1   | 2   | Ki  | 92   |
| 2        | Hill           | 2   | Ki  | 6   | Ki  | 1   | 2   | 2   | 1   | 8   | 2   | 1   | 1   | 1   | 2   | 1   | Ki  | 91   |
| 3        | Berger         | Ki  | 2   | Ki  | 3   | Ki  | 4   | 3   | Ki  | 1   | 12  | Ki  | 2   | Ki  | 5   | Ki  | 2   | 41   |
| 4        | Häkkinen       | Ki  | Ki  | 3   | Ki  | Ki  | Ki  | Ki  | 3   | Ki  | Kiz | 2   | 3   | 3   | 3   | 7   | 12  | 26   |
| 5        | Alesi          | 3   |     |     | 5   | 4   | 3   | Ki  | 2   | Ki  | Ki  | Ki  | Ki  | Ki  | 10  | 3   | 6   | 24   |
| 6        | Barrichello    | 4   | 3   | NK  | Ki  | Ki  | 7   | Ki  | 4   | Ki  | Ki  | Ki  | 4   | 4   | 12  | Ki  | 4   | 19   |
| 7        | Brundle        | Ki  | Ki  | 8   | 2   | 11  | Ki  | Ki  | Ki  | Ki  | 4   | Ki  | 5   | 6   | Ki  | Ki  | 3   | 16   |
| 8        | Coulthard      |     |     |     |     | Ki  | 5   |     | 5   | Ki  | Ki  | 4   | 6   | 2   |     |     |     | 14   |
| 9        | Mansell        |     |     |     |     |     |     | Ki  |     |     |     |     |     |     | Ki  | 4   | 1   | 13   |
| 10       | Verstappen     | Ki  | Ki  |     |     |     |     | Ki  | 8   | Ki  | 3   | 3   | Ki  | 5   | Ki  |     |     | 10   |
| 11       | Panis          | 11  | 9   | 11  | 9   | 7   | 12  | Ki  | 12  | 2   | 6   | 7   | 10  | NK  | 9   | 11  | 5   | 9    |
| 12       | Blundell       | Ki  | Ki  | 9   | Ki  | 3   | 10  | 10  | Ki  | Ki  | 5   | 5   | Ki  | Ki  | 13  | Ki  | Ki  | 8    |
| 13       | Frentzen       | Ki  | 5   | 7   | NK  | Ki  | Ki  | 4   | 7   | Ki  | Ki  | Ki  | Ki  | Ki  | 6   | 6   | 7   | 7    |
| 14       | Larini         |     | Ki  | 2   |     |     |     |     |     |     |     |     |     |     |     |     |     | 6    |
| 15       | Fittipaldi     | Ki  | 4   | 13  | Ki  | Ki  | NK  | 8   | 9   | 4   | 14  | Ki  | Ki  | 8   | 17  | 8   | 8   | 6    |
| 16       | Irvine         | Ki  | Kiz | Kiz | Kiz | 6   | Ki  | Ki  | Ki  | Ki  | Ki  | 13  | Ki  | 7   | 4   | 5   | Ki  | 6    |
| 17       | Katajama       | 5   | Ki  | 5   | Ki  | Ki  | Ki  | Ki  | 6   | Ki  | Ki  | Ki  | Ki  | Ki  | 7   | Ki  | Ki  | 5    |
| 18       | Bernard        | Ki  | 10  | 12  | Ki  | 8   | 13  | Ki  | 13  | 3   | 10  | 10  | 7   | 10  | 18  |     |     | 4    |
| 19       | Wendlinger     | 6   | Ki  | 4   | NK  |     |     |     |     |     |     |     |     |     |     |     |     | 4    |
| 19       | de Cesaris     |     |     | Ki  | 4   |     | Ki  | 6   | Ki  | Ki  | Ki  | Ki  | Ki  | Ki  | Ki  |     |     | 4    |
| 21       | Martini        | 8   | Ki  | Ki  | Ki  | 5   | 9   | 5   | 10  | Ki  | Ki  | 8   | Ki  | 12  | 15  | Ki  | 9   | 4    |
| 22       | Morbidelli     | Ki  | Ki  | Ki  | Ki  | Ki  | Ki  | Ki  | Ki  | 5   | Ki  | 6   | Ki  | 9   | 11  | Ki  | Ki  | 3    |
| 23       | Comas          | 9   | 6   | Ki  | 10  | Ki  | Ki  | 11  | Ki  | 6   | 8   | Ki  | 8   | Ki  | Ki  | 9   |     | 2    |
| 24       | JJ Lehto       |     |     | Ki  | 7   | Ki  | 6   |     |     |     |     |     | 9   | Ki  |     | Ki  | 10  | 1    |
| 25       | Alboreto       | Ki  | Ki  | Ki  | 6   | Ki  | 11  | Ki  | Ki  | Ki  | 7   | 9   | Ki  | 13  | 14  | Ki  | Ki  | 1    |
| 26       | Herbert        | 7   | 7   | 10  | Ki  | Ki  | 8   | 7   | 11  | Ki  | Ki  | 12  | Ki  | 11  | 8   | Ki  | Ki  | 0    |
| 27       | Beretta        | Ki  | Ki  | Ki  | 8   | Ki  | Ki  | Ki  | 14  | 7   | 9   |     |     |     |     |     |     | 0    |
| 28       | Lamy           | 10  | 8   | Ki  | 11  |     |     |     |     |     |     |     |     |     |     |     |     | 0    |
| 29       | Gounon         |     |     |     |     |     |     | 9   | 16  | Ki  | Ki  | 11  | Ki  | 15  |     |     |     | 0    |
| 30       | Zanardi        |     |     |     |     | 9   | 15  | Ki  | Ki  | Ki  | 13  |     | Ki  |     | 16  | 13  | Ki  | 0    |
| 31       | Brabham        | 12  | Ki  | Ki  | Ki  | 10  | 14  | Ki  | 15  | Ki  | 11  | Ki  | Ki  | Ki  | Ki  | 12  | Ki  | 0    |
| 32       | Salo           |     |     |     |     |     |     |     |     |     |     |     |     |     |     | 10  | Ki  | 0    |
| 33       | Ratzenberger † | NK  | 11  | NI  |     |     |     |     |     |     |     |     |     |     |     |     |     | 0    |
| 33       | Lagorce        |     |     |     |     |     |     |     |     |     |     |     |     |     |     | Ki  | 11  | 0    |
| 35       | Dalmas         |     |     |     |     |     |     |     |     |     |     |     | Ki  | 14  |     |     |     | 0    |
| 36       | Adams          |     |     |     |     |     |     |     |     |     |     | Ki  |     | 16  |     |     |     | 0    |
| 37       | Schiattarella  |     |     |     |     |     |     |     |     |     |     |     |     |     | 19  |     | Ki  | 0    |
| —        | Gachot         | Ki  | NK  | Ki  | Ki  | Ki  | Ki  | NK  | NK  | NK  | NK  | NK  | NK  | NK  | NK  | NK  | NK  | 0    |
| —        | Senna †        | Ki  | Ki  | Ki  |     |     |     |     |     |     |     |     |     |     |     |     |     | 0    |
| —        | Noda           |     |     |     |     |     |     |     |     |     |     |     |     |     | Ki  | Ki  | Ki  | 0    |
| —        | Belmondo       | NK  | NK  | NK  | Ki  | Ki  | NK  | NK  | NK  | NK  | NK  | NK  | NK  | NK  | NK  | NK  | NK  | 0    |
| —        | Alliot         |     |     |     |     |     |     |     |     |     | Ki  | Ki  |     |     |     |     |     | 0    |
| —        | Szuzuki        |     | Ki  |     |     |     |     |     |     |     |     |     |     |     |     |     |     | 0    |
| —        | Inoue          |     |     |     |     |     |     |     |     |     |     |     |     |     |     | Ki  |     | 0    |
| —        | Deletraz       |     |     |     |     |     |     |     |     |     |     |     |     |     |     |     | Ki  | 0    |
| —        | Montermini     |     |     |     |     | NK  |     |     |     |     |     |     |     |     |     |     |     | 0    |
| Helyezés | Versenyző      | BRA | PAC | SMR | MON | ESP | CAN | FRA | GBR | GER | HUN | BEL | ITA | POR | EUR | JPN | AUS | Pont |

### Konstruktőrök
| Helyezés | Konstruktőr       | Modell       | Motor              | Gumi | Győzelem | Dobogó | Pole | Leggy. kör | Pont |
| -------- | ----------------- | ------------ | ------------------ | ---- | -------- | ------ | ---- | ---------- | ---- |
| 1        | Williams-Renault  | FW16 FW16B   | RS6 3.5 V10        | G    | 7        | 13     | 6    | 8          | 118  |
| 2        | Benetton-Ford     | B194         | ECA Zetec-R 3.5 V8 | G    | 8        | 12     | 6    | 8          | 103  |
| 3        | Ferrari           | 412T1 412T1B | 043 3.5 V12        | G    | 1        | 11     | 3    |            | 71   |
| 4        | McLaren-Peugeot   | MP4/9        | A6 3.5 V10         | G    |          | 8      |      |            | 42   |
| 5        | Jordan-Hart       | 194          | 1035 3.5 V10       | G    |          | 1      | 1    |            | 28   |
| 6        | Ligier-Renault    | JS39B        | RS6 3.5 V10        | G    |          | 2      |      | 13         |      |
| 7        | Tyrrell-Yamaha    | 022          | OX10B 3.5 V10      | G    |          | 1      |      |            | 13   |
| 8        | Sauber-Mercedes   | C13          | 2175B 3.5 V10      | G    |          |        |      |            | 12   |
| 9        | Footwork-Ford     | FA15         | HBE7/8 3.5 V8      | G    |          |        |      |            | 9    |
| 10       | Minardi-Ford      | M193 M194    | HBC7/8 3.5 V8      | G    |          |        |      |            | 5    |
| 11       | Larrousse-Ford    | LH94         | HBF7/8 3.5 V8      | G    |          |        |      |            | 2    |
| 12       | Pacific-Ilmor     | PR01         | 2175A 3.5 V10      | G    |          |        |      |            |      |
| 13       | Lotus-Mugen-Honda | 107C 109     | MF-351 HB 3.5 V10  | G    |          |        |      |            |      |
| 14       | Simtek-Ford       | S941         | HBD6 3.5 V8        | G    |          |        |      |            |      |

## Forráshivatkozások
1. ↑  6th Gear - Years in Gear - European & World Champions. 8w.forix.com. (Hozzáférés: 2025. július 21.)
2. ↑  Safety Improvements in F1 Since 1963. www.atlasf1.com. (Hozzáférés: 2025. július 21.)
3. ↑  „Formula 1 rule changes in 1994 and 1995”. [2024. február 14-i dátummal az eredetiből archiválva] (Hozzáférés: 2025. július 21.) (angol nyelvű)
4. ↑  F1 rules and stats 1990-1999 (brit angol nyelven). www.f1technical.net, 2009. január 1. (Hozzáférés: 2025. július 21.)
5. ↑  „Senna 20th anniversary”, WheelsMag.com.au. [2018. január 18-i dátummal az eredetiből archiválva] (Hozzáférés: 2025. július 21.) (angol nyelvű)
6. ↑  motoring.iafrica.com | formula 1 'Ruthless' Schumi blasted. motoring.iafrica.com. [2008. február 4-i dátummal az eredetiből archiválva]. (Hozzáférés: 2025. július 21.)
7. ↑  David Hayhoe, Formula 1: The Knowledge – Második kiadás, 2021, 36. oldal